# 埃娃·达廷斯卡
埃娃·达廷斯卡（捷克語：Eva Datinská，1986年5月25日—），捷克女子田径运动员。她曾代表捷克参加2004年、2008年、2012年、2016年和2020年夏季残疾人奥林匹克运动会田径比赛，获得四枚铜牌。